# Galianthe polygonoides
Galianthe polygonoides là một loài thực vật có hoa trong họ Thiến thảo. Loài này được E.L.Cabral & Bacigalupo mô tả khoa học đầu tiên năm 1997.